# Varanoidea
Los varanoideos (Varanoidea) son una superfamilia de lagartos, que incluye a la bien conocida familia Varanidae (los varanos o lagartos monitores). También se incluyen en Varanoidea formas extintas acuáticas o semiacuáticas como los mosasáuridos y los dolicosaurios, los helodermátidos venenosos (el monstruo de Gila y lagartos enchaquirados), los Lanthanotidae (monitores sin oídos), y los extintos Palaeovaranidae.
A través de su larga historia evolutiva, los varanoideos han exhibido una gran diversidad tanto en hábitats y formas. Esta superfamilia incluye tanto a los mayores lagartos acuáticos conocidos, los mosasaurios Tylosaurus y Mosasaurus (más de 15 metros de largo), y sus ancestros Aigialosaurus, como también al mayor lagarto terrestre conocido, el megalania (5-6 metros de largo), y al mayor lagarto terrestre actual, el dragón de Komodo (Varanus komodoensis, de más de 3 metros).

## Evolución

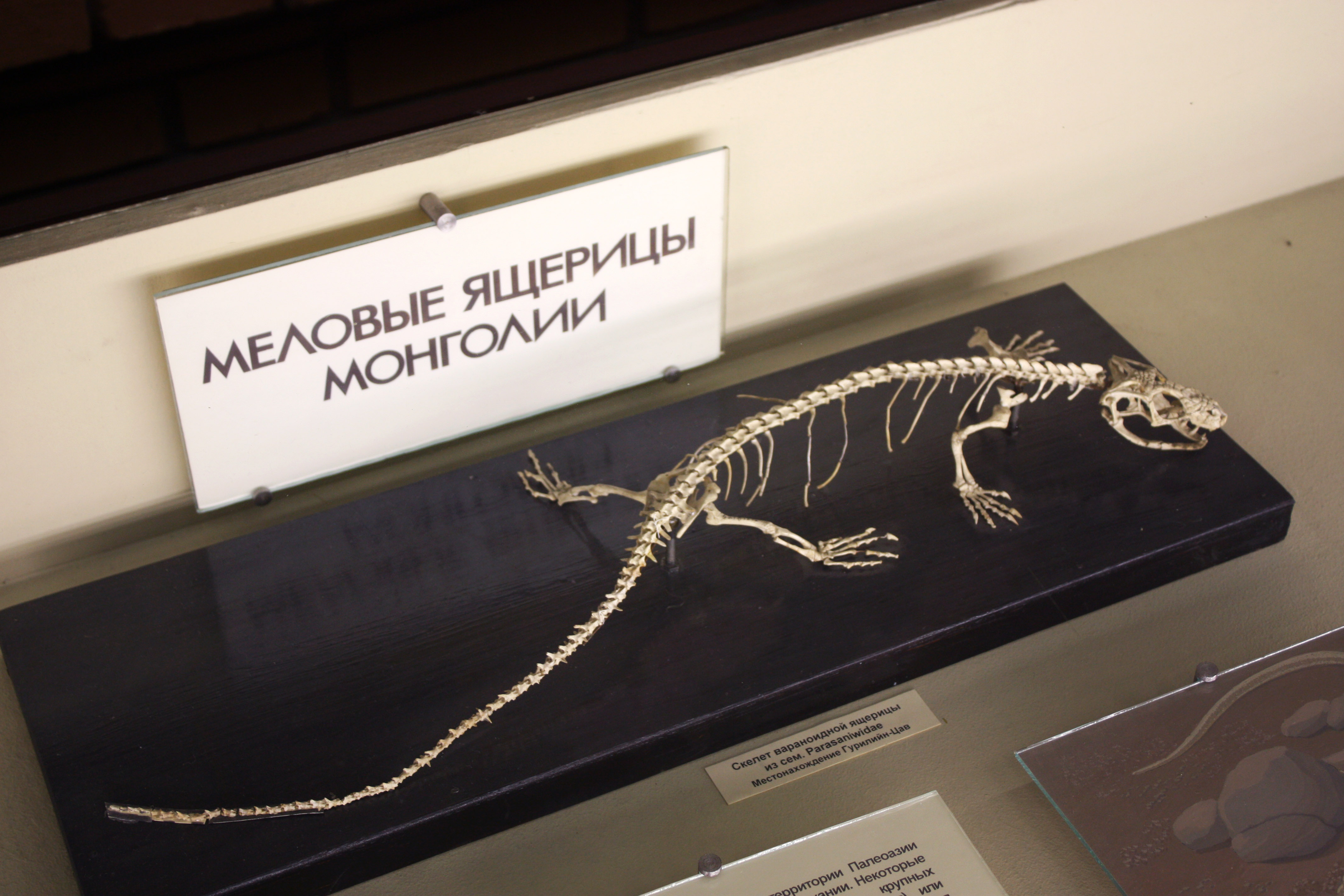
Fósil de un paleovaránido de Mongolia.

También conocidos por el término arcaico de "platinotanos", los varanoideos aparecieron inicialmente en el registro fósil a mediados del Cretácico Inferior, aunque se ha podido establecer que posibles ancestros de los varanoides aparecieron ya en el Jurásico Inferior. Entre los primeros varanoideos conocidos se encuentran el pitomorfo Kaganaias del Valanginiense–Hauteriviense de Japón, Arcanosaurus de finales del Barremiense o Aptiense de España, los varanoideos similares a varanos como Palaeosaniwa canadensis del Campaniense (aproximadamente 71-82 millones de años) de América del Norte y Estesia mongoliensis y Telmasaurus grangeri, ambos del Campaniano de Mongolia. Los varanoideos sobrevivieron a la extinción masiva del Cretácico-Terciario y florecieron en varias partes del mundo durante la era del Cenozoico. La evidencia actual sugiere que las serpientes evolucionaron de un ancestro varanoideo acuático o excavador, aunque aún existe un considerable debate acerca de cual linaje particular de varanoideos descienden.
Carroll caracteriza a los varanoideos como "los más avanzados de todos los lagartos adquiriendo gran tamaño y un modo de vida depredador activo." Algunos taxones, como el monstruo de Gila (Heloderma) y los extintos necrosáuridos estaban armados con osteodermos (depósitos óseos en la piel), y muchas formas tenían mandíbulas con bisagras, permitiéndoles a estas dislocarse y distenderse durante la alimentación.